# Ludwik Tadeusz Kościuszko
Ludwik Tadeusz Kościuszko ( zm. 1758) herbu Roch III – miecznik brzeski, pułkownik 3 Pułku Straży Przedniej Buławy Polnej Litewskiej, ojciec Tadeusza Kościuszki.
Ochrzczony 27 sierpnia 1702 roku we wsi Telaki (Целякі), parafia Krupczyce.

## Życiorys
Syn Ambrożego Kazimierza Kościuszki używającego herbu Roch III. W roku 1740 [Brak źródła] poślubił Teklę z Ratomskich. W końcu 1746 urodził im się syn Andrzej Tadeusz Bonawentura znany pod swoim drugim imieniem. Ludwik Tadeusz Kościuszko w spadku od ojca otrzymał zaniedbany i zadłużony majątek rodowy, wobec czego przekazał Siechnowicze Małe ze Stepankami, Nowosiółkami i Konotopami swemu wujowi Faustynowi Benedyktowi, sam biorąc w dzierżawę od Sapiehów folwark Mereczowszczyznę koło Kosowa Poleskiego.
Dzieci:
- Józef Kościuszko (1743-1789)
- Katarzyna Kościuszko (1744 – 1789)
- Tadeusz Kościuszko (1746-1817)
- Anna Kościuszko (1741-1814)